# Chejuponny
Chejuponnyn, även kallad Jejuponny, är en liten hästras som härstammar från Jejuprovinsen i Korea. De har sitt ursprung i den mongoliska vildhästen Przewalski och påminner mycket om dem i utseende och beteende med en otrolig styrka och kan utan problem bära över 100 kg på ryggen. Därför har ponnyerna blivit populära som pack- och transportdjur över hela Koreanska halvön.  

## Historia
Chejuponnyn antas ha utvecklats redan under förhistorisk tid men inga tydliga bevis för detta finns. Man vet att det runt år 0 på Cheju Island fanns ponnyer som var av stor betydelse för de lokala lantbrukarna på ön. Men de tidigaste dokumenten om Chejuponnyerna visar att mongolerna introducerade sina hästar till Jeju Island under Koryadynastin (1276-1376). Bland annat en stor hjord med ca 160 primitiva Przewalskihästar och även mongoliska ponnyer togs till ön. Öborna fick lära sig grunderna inom avel av mongolerna för att förbättra de inhemska Chejuponnyerna. Troligtvis blandades även andra hästar in i de ponnyer som importerats från Ryssland eller Kina. Enligt forskare inom området är detta dock inte helt klart då det inte finns några bevis för vilka hästar som ingått i blandningen. Genetiska tester har dock visat ett starkt samband med Przewalskihästarna och olika hästraser från Kina. Man tror även att rasen förädlats med hjälp av arabiska fullblod. 
Efter mongolernas inflytande blev Chejuprovinsen känt som avelscentrum i landet och hästar exporterades från ön till fastlandet och till Kina. Hela 25 % av öns jordbruk var även engagerade i hästuppfödningen. Före 1900-talet fanns hela 20 000 av dessa hästar. Men mekaniseringen av jordbruken ledde till att antalet ponnyer drastiskt sjönk och 1989 räknades antalet till enbart 2500. För att rädda rasen blev Chejuponnyerna klassade som ett nationellt arv. Idag är rasen återigen på uppgång med ca 3000 exemplar.

## Egenskaper

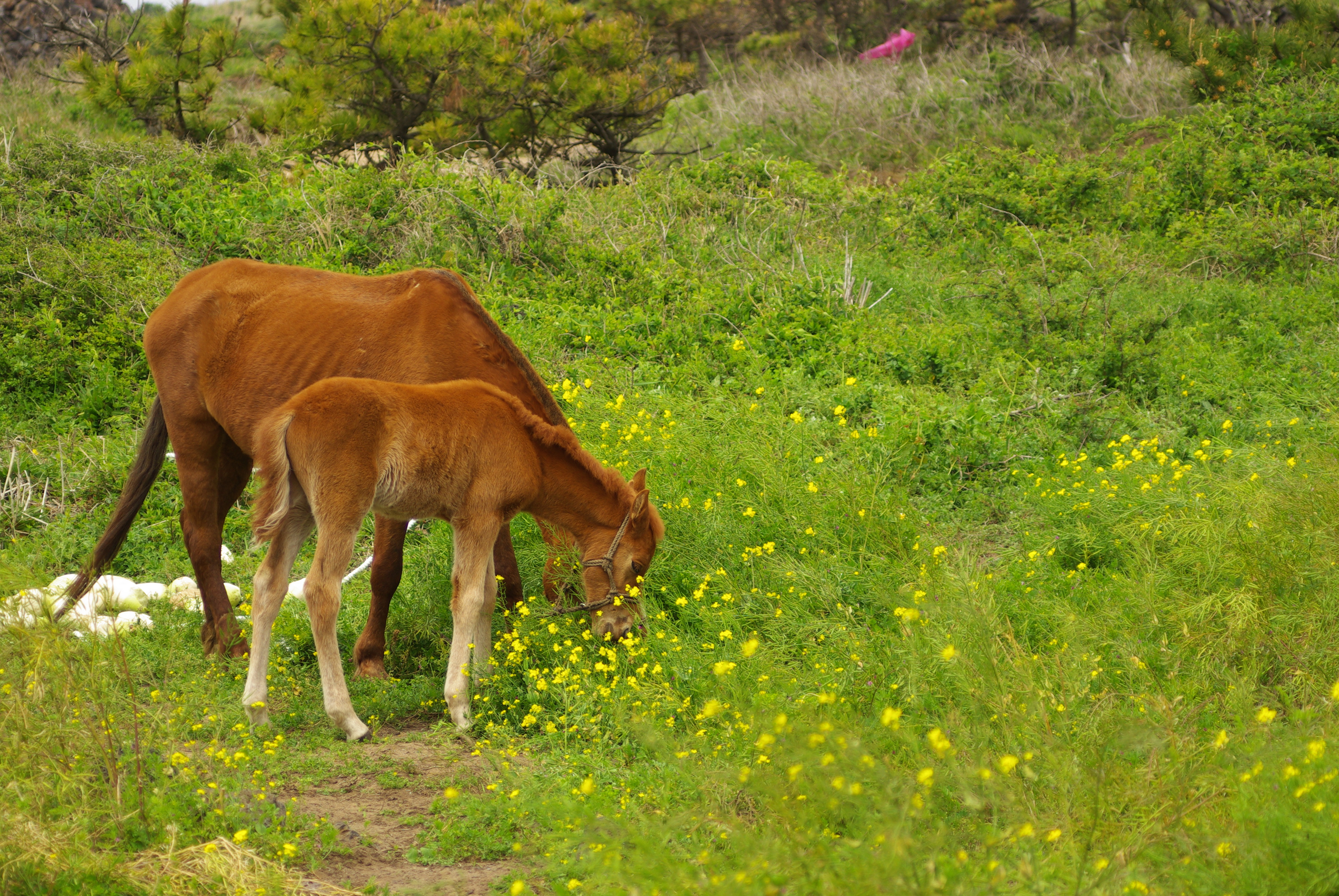
Ett Chejusto med föl

Chejuponnyerna är mest kända för sin primitiva styrka och uthållighet. De är även mycket tåliga och klarar lätt av de hårda vintrarna som kan drabba Korea. De är också tåliga mot sjukdomar och insektsbett. De är fertila och kan föda föl från tidig ålder och ända tills de blir över 20 år gamla. De är tillräckligt starka för att klara av även lite tyngre jordbruk och kan bära över 100 kg på ryggen. De kan dra upp mot ett ton, trots att de inte är mer än 115 cm i mankhöjd.
Ponnyerna är oftast fux, bruna eller svarta. De kan även vara skimmel, black, bork eller skäck. Det har även dokumenterats om Chejuponnyer som varit gräddfärgade, eller så kallat Cremello. Ponnyerna har fint utvecklade huvuden som fortfarande visar primitiva drag som en rak nosprofil och små öron och en kort nacke. Men lite arabiskt inflytande har gjort att hästen är något ädlare med större ögon än de primitiva föregångarna. Käken är kraftig med avsmalnande mule. Man och svans är ganska grova och manen stubbas ofta enligt tradition. Chejuponnyerna är lättfödda och billiga i drift och har ett lugnt och stabilt humör.